# Casa consistorial de Fortanete
La casa consistorial de Fortanete (Provincia de Teruel, España) es una construcción del siglo XVI que sigue fielmente la tipología de casa consistorial turolense de la época, en este caso adosada a la iglesia parroquial. 

## Descripción

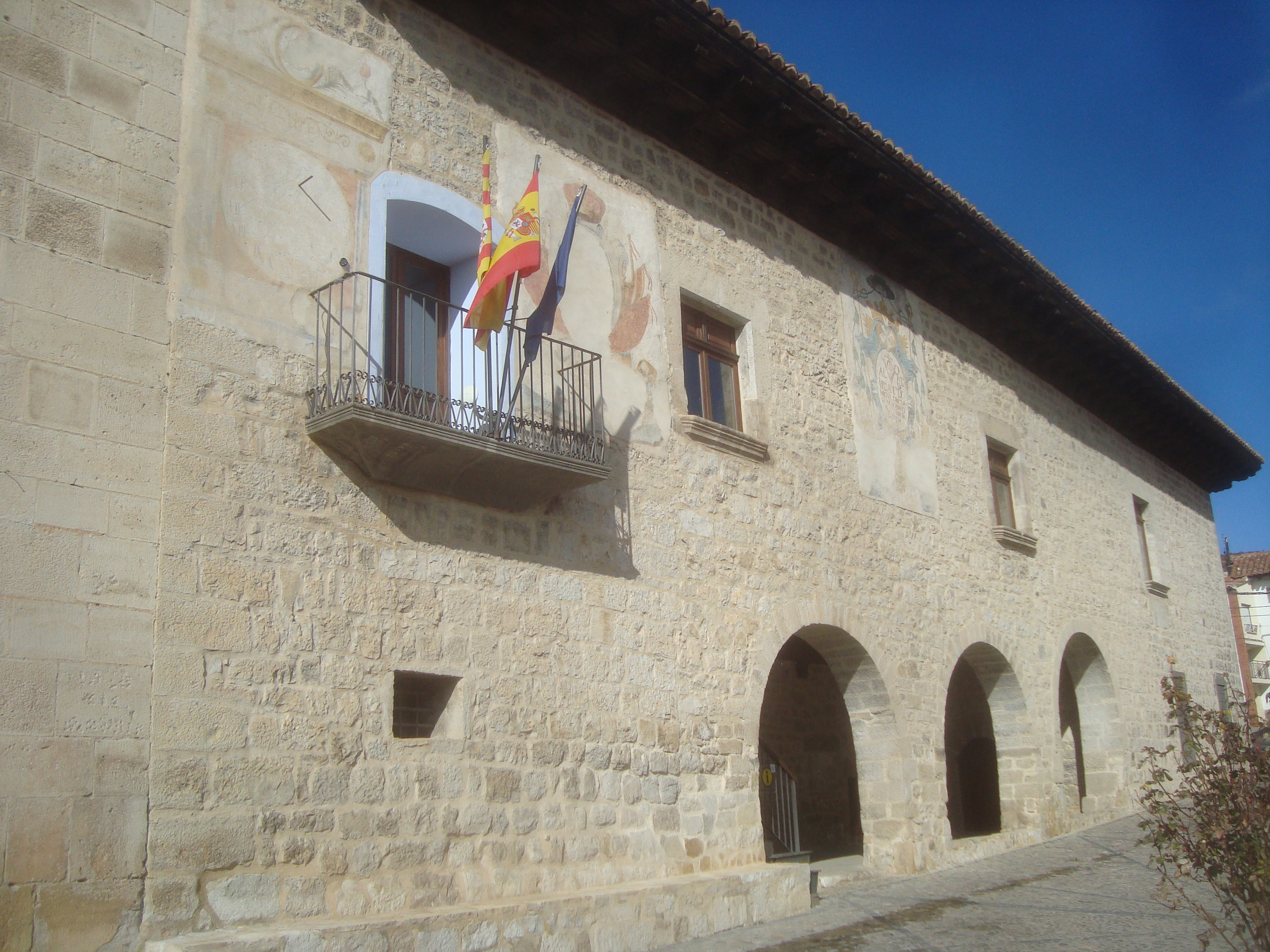
Casa Consistorial de Fortanete, comarca Maestrazgo, Teruel.

Consta de una planta rectangular, adaptada a la irregularidad del terreno, tiene dos alturas y fue construida en mampostería combinada con sillar en los ángulos, puertas y ventanas.
En la fachada principal destaca la lonja de la planta baja, abierta al exterior por medio de una triple arcada de medio punto (hoy cerrada por una verja), mientras que la planta noble, dedicada a salón de sesiones, se abre por medio de cuatro vanos adintelados, uno de los cuales ha sido transformado en balcón volado. Esta fachada fue modificada en 1798 con la inclusión de dos grandes escudos pintados. 
En la parte superior sobresale un gran alero de madera, material que también se utilizó en la construcción del magnífico artesonado que cubre el citado salón de sesiones. 
La fachada principal del conjunto recae a la Plaza Mayor que es de grandes dimensiones y un tanto indefinida por lo que aporta visuales muy distintas del edificio al recorrerla. La fachada lateral derecha recae una agradable plaza, de menor escala que la anterior pero con una arquitectura homogénea y consolidada. El entorno del edificio se ve enriquecido por las construcciones de mayor interés de la población: varias casonas civiles con interesantes fachadas en sillería y mampostería, y casas tradicionales con portadas de medio punto también de sillería y trabajos de carpintería en aleros, huecos y balconadas. 